# Beezie Madden

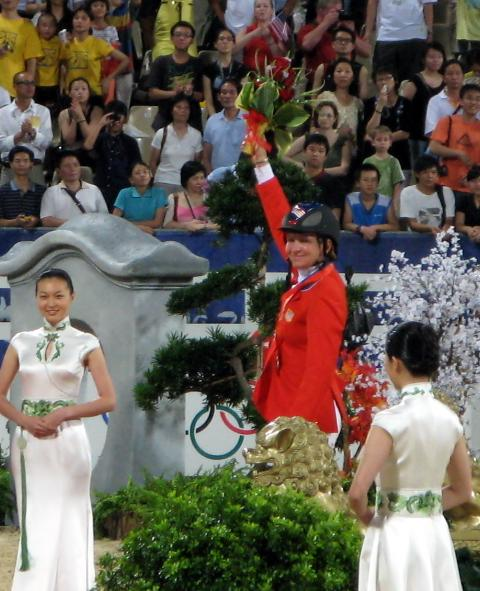
Beezie Madden bei der olympischen Siegerehrung in Hongkong, 2008

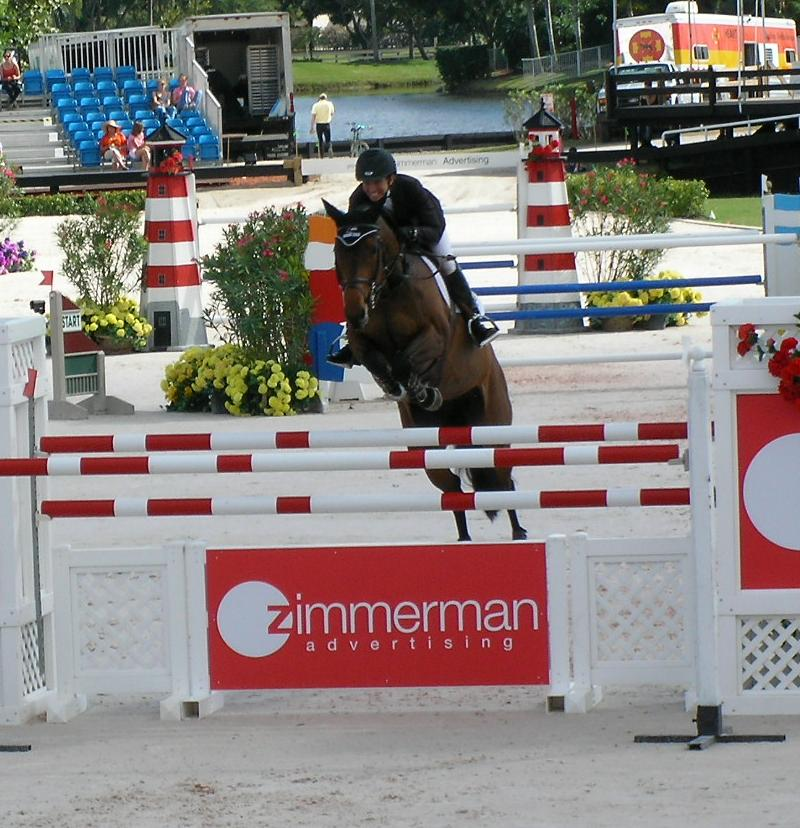
Beezie Madden mit Onlight

Elizabeth „Beezie“ Madden, gebürtige Elizabeth Patton, (* 20. November 1963 in Milwaukee) ist eine US-amerikanische Springreiterin.

## Werdegang
Beezie Maddens Eltern waren im Besitz von Pferden, sie selbst bekam im Alter von sechs Jahren ihr erstes Pony.
Im Jahr 2002 nahm sie erstmals an einem internationalen Championat, den Weltreiterspielen, für die Vereinigten Staaten teil. Seitdem war Madden bei fast jedem internationalen Championat Teil der US-amerikanischen Mannschaft, auch an Weltcupfinals hat sie mehrfach teilgenommen. Madden war die erste Reiterin, der es 2004 gelang, unter die ersten drei Bestplatzierten der Weltrangliste vorzustoßen.
Bei den Olympischen Sommerspielen 2004 in Athen hatte sie maßgeblichen Anteil daran, dass die US-Mannschaft die Goldmedaille errang.
Bei den Weltreiterspielen 2006 in Aachen galt sie mit Authentic (1995–2025) als eine der Topfavoritinnen und war bis zum Qualifikationsspringen der besten 25 Reiter fehlerlos, was sich auch im Finale der besten vier Reiter mit vertauschten Pferden fortsetzte. Erst im Stechen unterlief ihr ein Fehler beim letzten Hindernis, als sie die Zeit des belgischen Reiters Jos Lansink schlagen wollte. Ein Jahr später gelang ihr beim CHIO Aachen 2007, dem Weltfest des Pferdesports, beim Rolex Grand Prix von Aachen der erste Platz.
Bei den Olympischen Sommerspielen 2008 gewann sie mit Authentic als Teil der US-amerikanischen Mannschaft die Team-Goldmedaille und in der Einzelwertung die Bronzemedaille. Bei den Panamerikanischen Spielen 2011 gewann sie Mannschaftsgold und verpasste die Einzelgoldmedaille nur knapp aufgrund eines Zeitstrafpunkts im letzten Umlauf.
Im April 2013 sicherte sich Madden einen weiteren großen Einzelerfolg, als sie mit Simon des Weltcupfinale in Göteborg gewann. Diesen Erfolg konnte Madden 2018 mit dem Wallach Simon wiederholen.
Die Weltreiterspiele 2014 verliefen ähnlich erfolgreich wie jene acht Jahre zuvor: In Caen errang sie mit Cortes‘C’ die Bronzemedaille im Einzel- und Mannschaftswettbewerb. Bei ihren vierten Olympischen Spielen im Jahre 2016 gewann sie mit der Mannschaft die Silbermedaille. Auch bei den Panamerikanischen Spiele 2019 gewann Beezie Madden in beiden Wertungen die Bronzemedaille.
In der Springreiter-Weltrangliste befand sie sich im August 2015 auf Rang zwei.
Im Jahr 1998 heiratete sie John Madden, der auch ihr Trainer ist. Beide leben in Cazenovia im Bundesstaat New York.

## Auszeichnungen
Im Jahr 1989 wurde sie vom United States Olympic Committee als Reiterin des Jahres (Female Equestrian of the Year) ausgezeichnet.
In den Jahren 2005, 2006 und 2013 erhielt sie jeweils den geschlechterübergreifenden Titel USA’s Equestrian of the Year.

## Pferde

### Aktuell
- Breitling LS (* 2006, ursprünglicher Name: Quebracho LS), dunkelbrauner Hengst des Studbook La Silla, Vater: Quintero, Muttervater: Acord II[8]
- Darry Lou (* 2008), KWPN-Fuchshengst, Vater: Tangelo van de Zuuthoeve, Muttervater: Nabab de Reve[9]

### Ehemalige Sportpferde
- Judgement (* 1991; † 2021), KWPN-Rapphengst, Vater: Consul, Muttervater: Akteur, aus dem Sport verabschiedet[10]
- Conquest II (* 1991; † 2019), KWPN-Fuchshengst, Vater: Concorde, Muttervater: Ulft[11][12]
- Authentic (* 1995;  † 2025, ursprünglicher Name: Nimrod), brauner KWPN-Wallach, Vater: Guidam, Muttervater: Katell, 2013 aus dem Sport verabschiedet[13][14]
- Coral Reef Via Volo (* 1998, ursprünglicher Name: Via Volo van de Molendreef), braune BWP-Stute, Vater: Clinton, Muttervater: Heartbreaker[15]
- Simon (* 1999), brauner KWPN-Wallach, Vater: Mr. Blue, Muttervater: Polydox, bis Herbst 2011 von Jeroen Dubbeldam geritten[16]
- Danny Boy (* 2000), brauner BWP-Wallach, Vater: Clinton, Muttervater: Alexis Z[17]

## Erfolge
- Olympische Sommerspiele:

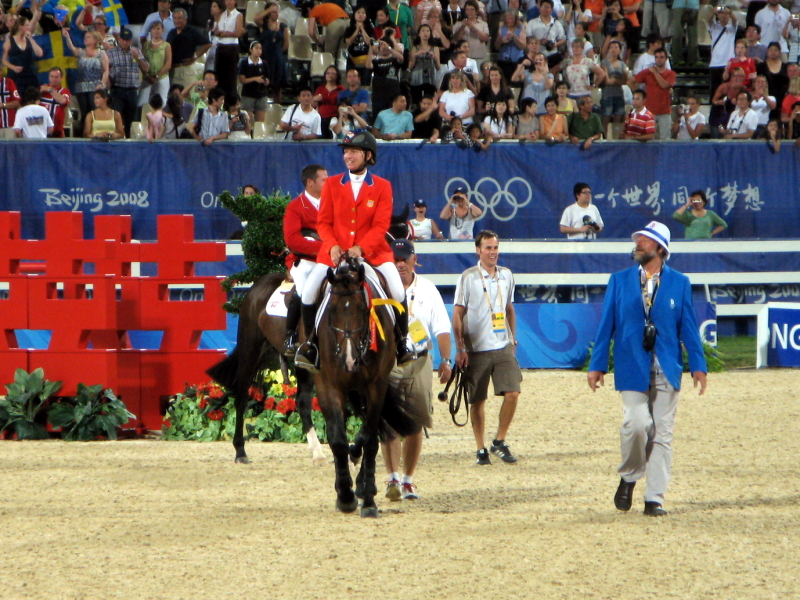
Beezie Madden mit Authentic, Olympische Sommerspiele 2008

  - 2004, Athen: mit Authentic 1. Platz mit der Mannschaft und 28. Platz in der Einzelwertung
  - 2008, Hongkong: mit Authentic 1. Platz mit der Mannschaft und 3. Platz in der Einzelwertung
  - 2012, London: mit Via Volo 6. Platz mit der Mannschaft
  - 2016, Rio de Janeiro: mit Cortes‘C’ 2. Platz mit der Mannschaft und 46. Platz in der Einzelwertung
- Weltreiterspiele:
  - 2002, Jerez de la Frontera: mit Judgement 6. Platz mit der Mannschaft und 29. Platz in der Einzelwertung
  - 2006, Aachen: mit Authentic 2. Platz mit der Mannschaft und 2. Platz in der Einzelwertung
  - 2014, Caen: mit Cortes‘C’ 3. Platz mit der Mannschaft und 3. Platz in der Einzelwertung
- Panamerikanische Spiele:
  - 2003, Santo Domingo: mit Conquest II 1. Platz mit der Mannschaft und 34. Platz in der Einzelwertung[1]
  - 2011, Guadalajara: mit Via Volo 1. Platz mit der Mannschaft und 2. Platz in der Einzelwertung[4]
  - 2019, Lima: mit Breitling 3. Platz mit der Mannschaft und 3. Platz in der Einzelwertung
- Weltcupfinale:
  - 1993, Göteborg: 5. Platz[2]
  - 2003, Las Vegas: mit Judgement 30. Platz
  - 2006, Kuala Lumpur: mit Judgement 13. Platz
  - 2007, Las Vegas: mit Authentic 39. Platz
  - 2009, Las Vegas: mit Danny Boy 12. Platz[1]
  - 2013, Göteborg: 1. Platz mit Simon
  - 2014, Lyon: 7. Platz mit Simon
  - 2018, Paris: 1. Platz mit Breitling